# Teodor Romanić
Teodor Romanić (* 4. März 1926 in Bjelovar, Königreich Jugoslawien; † 28. März 2019 in Sarajevo) war ein bosnischer Dirigent, Komponist und Hochschullehrer.

## Leben
Er schloss 1952 ein Studium im Fach Dirigieren an der Musikakademie Zagreb ab. Danach war er als Dirigent des Orchesters des Volkstheaters in Varaždin, ab 1956 an der Oper des Volkstheaters in Sarajevo tätig. Er dirigierte weitere Orchester, unter anderem das Rundfunkorchester von Radiotelevizija Sarajevo. Er war zeitweise Präsident des Bundes der Musikkünstler Jugoslawiens (Savez muzičkih umjetnika Jugoslavije).
Er lehrte zunächst als Dozent, später als Professor für Dirigieren, Orchester, Partiturspiel und Oper an der Musikakademie der Universität Sarajevo. 1962/63 und 1967 bis 1971 war er Dekan der Musikakademie. Seit 1999 war er ordentlicher Professor an der Musikakademie der Universität Ost-Sarajevo.
Teodor Romanić wurde 2002 zum korrespondierenden und 2008 zum ordentlichen Mitglied der Akademie der Wissenschaften und Künste von Bosnien und Herzegowina gewählt. Er erhielt zahlreiche Auszeichnungen, unter anderem das Österreichische Ehrenzeichen für Wissenschaft und Kunst.

## Familie
Teodor Romanić ist der Vater der Pianistin Aleksandra Romanić (* 1958).

## Veröffentlichungen
- (mit Mirza Filipović): Sviranje partitura i izrada klavirskih izvoda (Partiturspiel und Anfertigen eines Klavierauszuges), 1982
- (mit Muris Idrizović): Dirigiranje (Dirigieren), 1987, ISBN 86-01-01060-1
- Muzika u Sarajevu (Musik in Sarajevo), 2002